# Макмертри, Брент
Брент Макмертри (англ. Brent McMurtry; род. 22 апреля 1986, Калгари, Альберта) — канадский лыжник, участник Олимпийских игр в Ванкувере.

## Карьера
В Кубке мира Макметри дебютировал в 2005 году, в январе 2009 года единственный раз в карьере попал в десятку лучших на этапе Кубка мира, в командном спринте. Кроме этого на сегодняшний день имеет на своём счету 7 попаданий в тридцатку лучших на этапах Кубка мира, 4 в командных гонках и 3 в личных. Лучшим достижением Макмертри в общем итоговом зачёте Кубка мира является 135-е место в сезоне 2008/09.
На Олимпиаде-2010 в Ванкувере занял 41-е место в спринте классическим стилем.
За свою карьеру участия в чемпионатах мира пока не принимал
Использует лыжи производства фирмы Fischer, ботинки и крепления Salomon.